# Україна — непостійний член Ради Безпеки ООН. 2016—2017 рр. (монета)
«Украї́на — непості́йний член Ра́ди Безпе́ки ООН. 2016—2017 рр.» — пам'ятна монета номіналом 5 гривень, випущена Національним банком України, присвячена події, яка дає Україні додатково змогу інформувати світову громадськість про те, що відбувається в нашій країні, та нові можливості для захисту суверенітету та територіальної цілісності. Рада Безпеки ООН — постійно діючий орган Організації Об'єднаних Націй, на який покладено відповідальність за підтримання міжнародного миру і безпеки.
Монету введено в обіг 7 вересня 2016 року. Вона належить до серії «Інші монети».

## Опис монети та характеристики
| Номінал грн. | Метал      | Маса, г | Діаметр, мм | Якість виготовлення       | Гурт     | Тираж, штук |
| ------------ | ---------- | ------- | ----------- | ------------------------- | -------- | ----------- |
| 5            | нейзильбер | 16,54   | 35,0        | спеціальний анциркулейтед | рифлений | 30 000      |

### Аверс
На аверсі монети розміщено: угорі — малий Державний Герб України, напис «УКРАЇНА», номінал «5/ГРИВЕНЬ» (праворуч), ліворуч — рік карбування монети «2016» і логотип Банкнотно-монетного двору Національного банку України; жовто-блакитна стрічка (використано тамподрук) на тлі земної кулі, увінчаної калиновою гілкою.

### Реверс
На реверсі монети на дзеркальному тлі зображено емблему ООН, навколо якої написи: «ТРАНСФОРМУЮЧИ СПІЛЬНІ ЗУСИЛЛЯ НА БЛАГО МИРУ, БЕЗПЕКИ І ПРОЦВІТАННЯ» та написи на матовому тлі по колу: «УКРАЇНА — НЕПОСТІЙНИЙ ЧЛЕН РАДИ БЕЗПЕКИ ООН, 2016—2017.»

## Автори

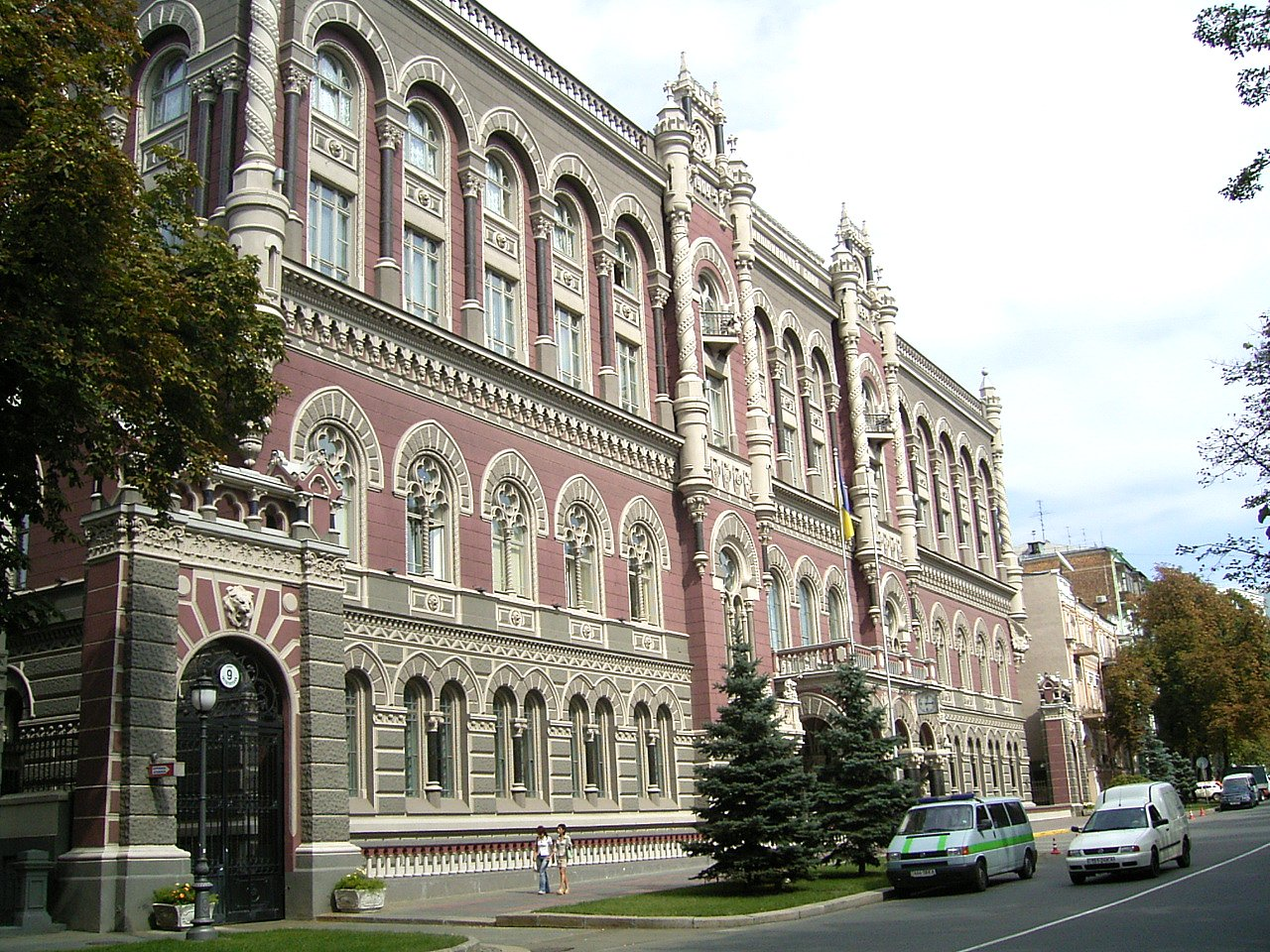
Будівля Національного банку України

- Художники: Таран Володимир, Харук Олександр, Харук Сергій.
- Скульптор — Іваненко Святослав.

## Вартість монети
Під час введення монети в обіг у 2016 році, Національний банк України реалізовував монету через свої філії за ціною 38 гривень.
Фактична приблизна вартість монети, з роками змінювалася так:
| Рік        | 2017 | 2018 | 2019 | 2020 | 2021 | 2022 | 2023 | 2024 | 2025 |
| ---------- | ---- | ---- | ---- | ---- | ---- | ---- | ---- | ---- | ---- |
| Ціна, грн. | 60   | 70   | 70   | 70   | 85   | 90   | 315  | 460  | 440  |